# 雅楽

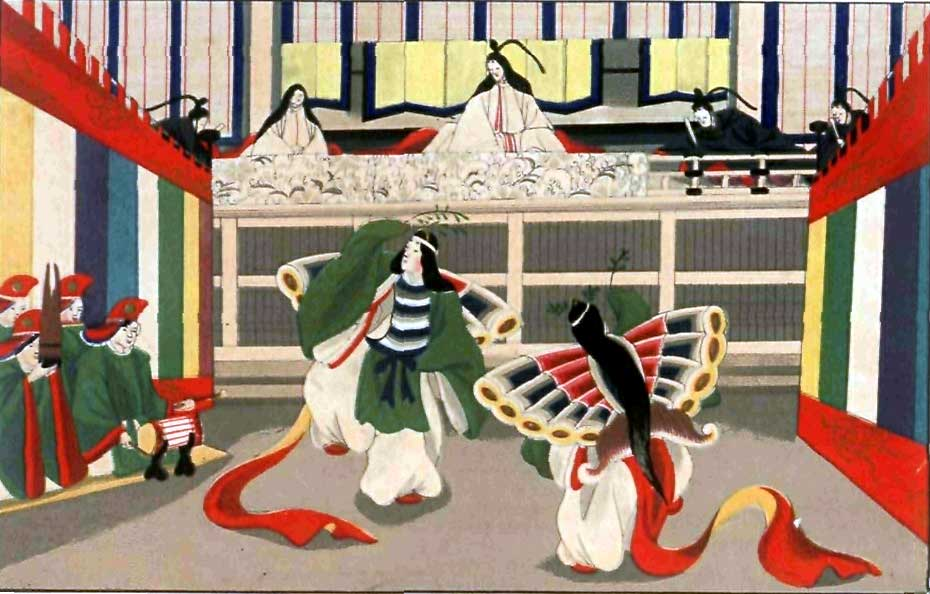
御前での胡蝶の舞、『日本の礼儀と習慣のスケッチ』より、1867年出版

雅楽（ががく）は、日本の古典音楽の一つ。以下、重要無形文化財／ユネスコ無形文化遺産の宮内庁式部職楽部に伝わる雅楽を中心に述べる。
中国、朝鮮、ベトナムについては、それぞれ「中国の雅楽」「朝鮮の雅楽」「ベトナムの雅楽」を参照。

## 概説
ユーラシア大陸東部からもたらされた音楽や舞に、上代以前から伝わる音楽や舞が融合して日本化した芸術。10世紀頃の平安時代に大まかな形態が成立し、今日まで伝承されている。元は、奈良時代にまで遡る。
現在においては、以下の三つに大別される。
- 国風歌舞（くにぶりのうたまい） — 日本古来の歌謡をもとに平安期に完成された、神道や皇室に深い関わりをもつ歌舞。神楽、東遊、倭歌、大歌、久米歌、誄歌などで、主に宮廷の行事や儀式で演奏される[1]。
- 大陸系の楽舞 — 5世紀頃から9世紀頃までの間に大陸から伝わった楽舞をもとに日本で作られた、中国、天竺、林邑系の唐楽（とうがく）と、朝鮮半島、渤海系の高麗楽（こまがく）。インド ・ベトナム地域やシルクロードを西にたどった地域から伝来した音楽や舞も含まれる[1]
- 謡物（うたいもの） — 日本古来の民詩や漢詩に節づけをした声楽で、大陸からの渡来楽器による伴奏を伴う平安期に新しく作られた歌曲。催馬楽や朗詠など[1]。

雅楽の原義は「雅正の楽舞」で、「俗楽」の対。国内の宮内庁式部職楽部による定義では、宮内庁式部職楽部が演奏する曲目の内、洋楽を除くもの、とされる。多くは器楽曲で宮廷音楽として継承されている。現在でも大規模な合奏形態で演奏される伝統音楽としては世界最古の様式である。ただし、平安時代に行われた楽制改革により大陸から伝来したものは編曲や整理統合がなされ国風化しているため、かなり変化している。主に京都の貴族の間で行われていた宮廷音楽としての雅楽の形態については応仁の乱以降、江戸幕府が楽師の末裔（楽家）を集めて再編するまでの100年以上は、各家々で細々と継承を続けてきた為、同じ曲でも流派によって何通りもの解釈が存在する。また、後述するように明治時代以降は演奏速度に変化が見られる。
篳篥のカタカナで記されている譜面を唱歌（しょうが : メロディーを暗謡するために譜面の文字に節をつけて歌う事）として歌うときに、ハ行の発音を「ファフィフフェフォ」と発音するなど16世紀以前の日本語の発音の特徴などはそのまま伝えられている可能性が高い。
楽琵琶の譜面のように漢字で記されるものは、中国の敦煌で発見された琵琶譜とも類似点が多く、さらに古い大陸から伝わった様式が多く継承されている。
最も重要な史料としては、狛近真の『教訓抄』(きょうくんしょう)、豊原統秋の『體源抄』(たいげんしょう)、安倍季尚の『楽家録』(がっかろく)が日本三大楽書とされている。
明治撰定譜に収録され、現在演奏されている曲は現行曲と呼ばれ、唐楽103曲と高麗楽32曲がある。現在楽譜が残っているが、明治撰定譜にない雅楽の曲は遠楽と呼ばれ、現代では稀に復曲されて演奏されることもある。また曲名は資料で確認できるが、楽譜が現存せず既に演奏が不可能な雅楽の曲は亡失曲と呼ばれる。雅楽の古典曲の総数は、現行曲だけでなく遠楽や亡失曲も含めると現行曲の倍以上にのぼる。
現在では、雅楽のジャンルの中では唐楽が最も有名であることから、一般的に雅楽というと、唐楽のイメージが強いが、他にも上述のような多くのジャンルの雅楽がある。

## 歴史

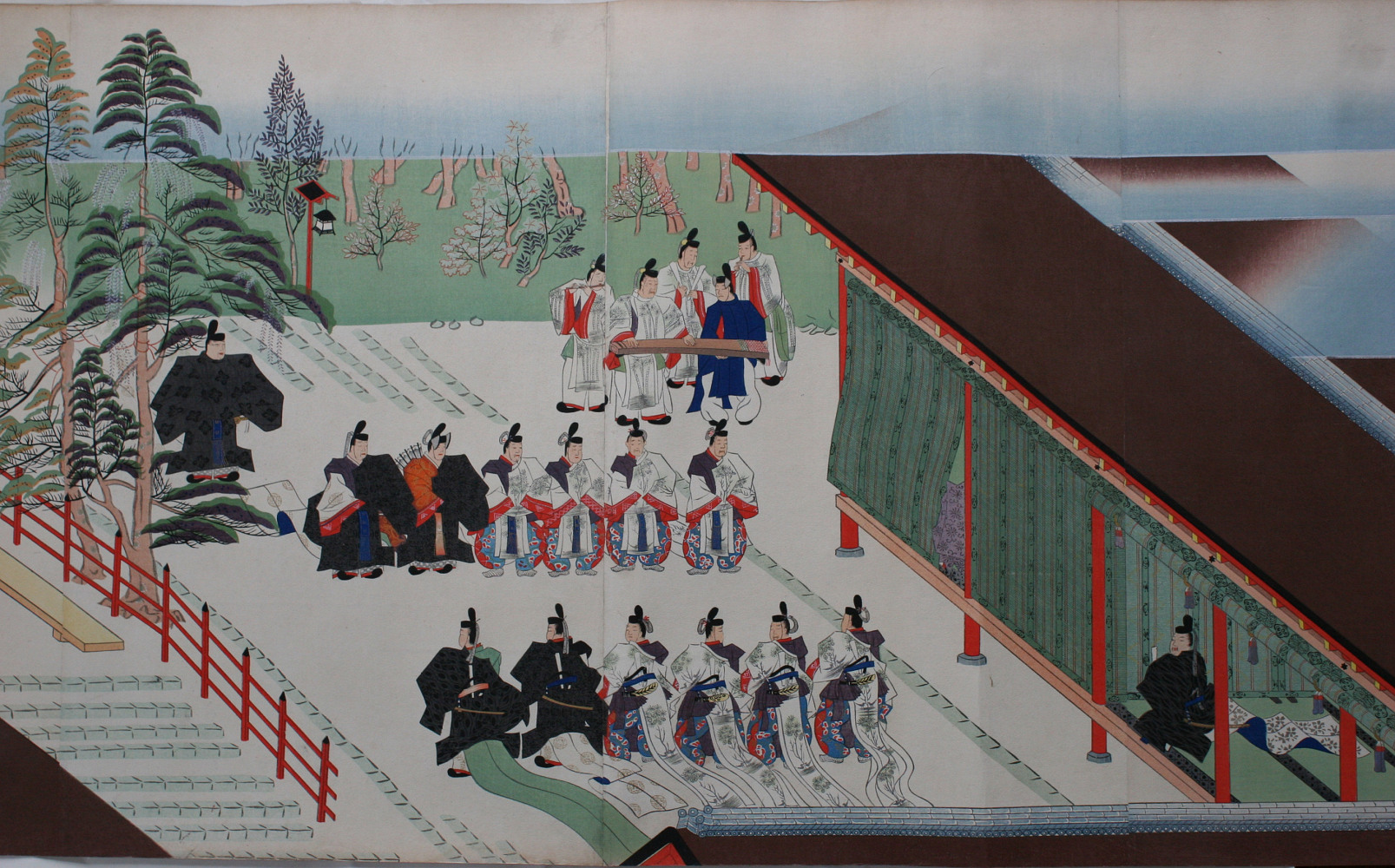
春日権現験記

5世紀前後から中国、朝鮮半島など（南アジアについては、736年に大宰府に漂着した林邑（ベトナム）僧から伝えられたとされる舞楽が「林邑楽」と呼ばれ、唐楽に分類される。）から儀式用の音楽や舞踊が伝わるようになった。大宝元年の大宝令によって、これらの音楽とあわせて日本古来の音楽や舞踊を所管する雅楽寮が創設されたのが始まりであるとされる。この頃は唐楽、高麗楽、渤海楽、林邑楽（チャンパの音楽）等大陸各国の音楽や楽器を広範に扱っていた。中国の雅楽は儀式に催される音楽であったが、日本の雅楽で中国から伝わったとされる唐楽の様式は、この雅楽とは無関係で、唐の宴会で演奏されていた燕楽という音楽がもとになっているとされる。ベトナムの雅楽（nhã nhạc）や韓国に伝わる国楽は中国大陸の雅楽に由来し、日本の雅楽とは異なる。
天平勝宝四年の東大寺の大仏開眼法要の際には雅楽や伎楽が壮大に演じられるなど、この頃までは大規模な演奏形態がとられていた。
また、宮中の他に四天王寺、東大寺、薬師寺や興福寺など一部の大きな寺社では雅楽寮に属さない楽師の集団が法要などの儀式で演奏を担っていた。
平安時代になると雅楽寮の規模は縮小され、宮中では左右の近衛府の官人や殿上人、寺社の楽人が雅楽の演奏を担うようになった。貴族の間では儀式や法要と関係のない私的な演奏会が催されるようになり、儀式芸能としての雅楽とは性格を異にする宮廷音楽としての雅楽が発展していった。この流れの中で催馬楽、朗詠、今様など娯楽的性格の強い謡物が成立した。唐楽、高麗楽の作風や音楽理論を基にした新曲も盛んに作られるようになった。
また、平安初期から中期にかけては楽制改革と呼ばれる漸進的な変更が行われた。
三韓、渤海の楽は右方の高麗楽として、唐、天竺、林邑などの楽は左方の唐楽として分類された。また、方響や阮咸など他の楽器で代用できる物や役割の重なる幾つもの楽器が廃止された。この他にいくつかの変更を経て現代の雅楽に近い形が整い本格的に日本独自の様式として発展していく事になる。
平安時代末期からは地下人の楽家が台頭するようになり、宮中では鎌倉時代後期以降はそれまで活動の主体であった殿上人の楽家に代わって雅楽演奏の中核をなすようになる。
この影響で龍笛に代わって地下人の楽器とされていた篳篥が楽曲の主旋律を担当するようになった。
室町時代になると応仁の乱が起こり戦場となった京都の楽人は地方へ四散し、宮中の雅楽の担い手である貴族の勢力は大きく衰退した。また、乱により楽譜などの資料や舞楽装束の大半が焼失した。乱が雅楽に与えた影響は大きく、多くの演奏技法や曲目が失われ宮廷音楽としての雅楽はほぼ断絶した。京都では乱の後しばらく残った楽所や各楽人によって細々と雅楽が伝承される状態が続く事になる。一方で四天王寺など京都から離れた寺社では乱の前後で雅楽の伝承にはあまり影響がなかったため、後に宮中雅楽の復興に大きく関わることになる。
安土桃山時代の正親町天皇、後陽成天皇の代には、四天王寺、興福寺などの寺社や地方から京都に楽人が集められ、雅楽の関わる宮廷儀式が少しずつ復興されていった。
江戸時代に入ると江戸幕府が、三方楽所と総称される、南都楽所（奈良）、天王寺楽所（大坂）、京都方の楽所を中心に禁裏様楽人衆を創設し、宮中の雅楽の復興を行った。
江戸時代の雅楽は三方楽所を中心に展開していくこととなる。加えて寛永19年（1642年）には、3代将軍家光によって三方楽所より8人の楽人（後に1人追加され9人）が江戸に召喚され、江戸城内の紅葉山東照宮、将軍家菩提寺の寛永寺や増上寺での祭儀で雅楽を演奏する紅葉山楽人（寺社奉行支配下の幕臣）も発足した。
雅楽を愛好する大名も増え、宮中では朝儀全般の復興が行われる中で古曲の復曲が盛んに行われるようになった。
明治時代に入ると、明治政府によって三方楽所の楽人が東京へ招集されて紅葉山楽人と合流し、雅楽局（後の宮内省雅楽部）が編成された。
しかし各楽所・楽家によって演奏方法や舞の振り付けが異なっており、伝承されていた楽譜や曲目にも差があった。そこで無用な軋轢や演奏に際しての不都合を避けるために急遽これらを統一する作業が行われた。このとき楽曲の取捨選択が行われ、明治選定譜と呼ばれる楽譜が作成された。明治撰定譜の楽曲がどのような考え方で選ばれたのかは不明である。明治撰定譜の作成後は選定曲以外の曲の演奏を行わない事になったため千曲以上あった楽曲の大半が途絶えたとされている。
しかし、江戸時代後期には既に八十曲あまりしか演奏がなされていなかったとの研究もあり、この頃まで実際にどの程度伝承されていたかはよくわかっていない。

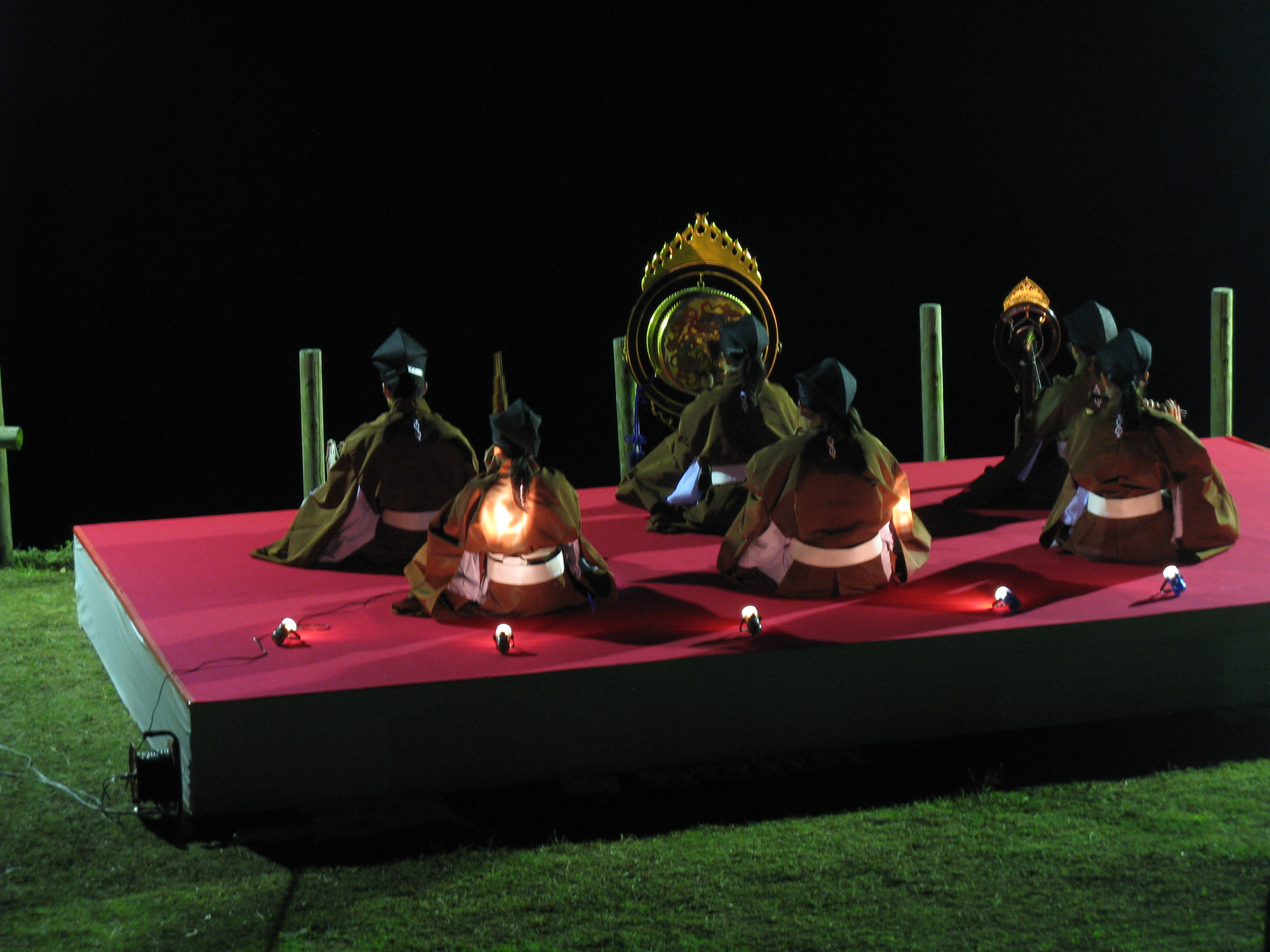
雅楽の演奏風景（2010年）

現在、宮内省雅楽部は宮内庁式部職楽部となり百曲ほどを継承しているが、使用している楽譜が楽部創設以来の明治選定譜に基づいているにもかかわらず昭和初期から現代にかけて大半の管弦曲の演奏速度が遅くなったらしく、曲によっては明治時代の三倍近くの長さになっており、これに合わせて奏法も変化している。これは廃絶された管絃曲を現代の奏法で復元した際に演奏時間が極端に長くなったことにも現れている。このような変化や律と呂が意識されなくなってきている事などから現代の雅楽には混乱が見られ、全体としての整合性が失われているのではないかと見ている研究者もいるが、その成立の過程や時代ごとの変遷を考慮すれば時代ごとの雅楽様式があると見るべきで、確かに失われた技法などは多いが現代の奏法は現代の奏法として確立しているとの見方もある。
近年では伶楽舎などの団体が廃絶曲を現代の雅楽様式に合わせて編曲して復曲する試みを行っている。失われた演奏技法や廃絶曲を古楽譜などの当時の資料に基づいて復元し、平安時代の雅楽様式を再現する試みを行っている団体もある。また、後述のように雅楽の新曲や雅楽の要素を含んだ音楽の創作活動も行われている。
雅楽の演奏を、インターネットの動画共有サービスやイベントで披露する個人やグループもある。

## 現代の雅楽における諸問題
- 伝統的製法の楽器や舞楽装束は元々需要が殆ど無かった事もあり、職人の技量の維持や技術の継承が難しくなってきている。具体的に一例を挙げると割管という龍笛や篳篥の製作技法を持つ職人は今や数人しか残っていない。
- 雅楽の民間への普及は進んでいるものの、実力のある指導者が少なく寺社などで技量を問われず慣習によって演奏を任される場合が多いため技量の低い団体が非常に多くなっている。さらに技量の低い者が指導を行い、間違った演奏方法、舞楽の舞い方が広まるという悪循環に陥っている。また、寺社の関係者の場合は儀式のために仕方なくやっているという意識の者も多く技量向上に関心を示さないというケースが多い。
- 宮内庁式部職楽部においては楽師の定員が少なく、年間の活動時間の大半を洋楽に取られているため雅楽の技量の維持が難しくなっており若手の楽師に細かい技法の伝承がうまくなされていないのが現状である。
- 日本音楽著作権協会（JASRAC）が演奏者に使用料の申告を要請する事例が発生したが、直ぐに和解をしている。これについて協会は「著作権消滅等、管理楽曲のないことが確認できた場合には、当然に著作物使用料のお支払いは必要ございません」「雅楽は平安時代から伝わる古典芸術であり、通常は著作権が存在するような楽曲ではありません」とした上で、「しかし、現代雅楽など著作権の存続する楽曲がこれら催物において利用される場合もある」との事である。因みに今回の事例は、申告要請された演奏者は古典芸術のみの演奏しかしないために使用料の発生がしなかったからである。
- 笙に使われる竹は、本来は茅葺家屋の屋根裏で長期間囲炉裏の煙で燻されたもの（煤竹）が使われており、そのような家が解体されるときに、楽器製作者が貰い受けているが、そのような家屋自体が激減し、材料難となっている。そのため近年作られる笙のうち大部分は白竹で作られた笙である。

## 雅楽の曲の分類と演目

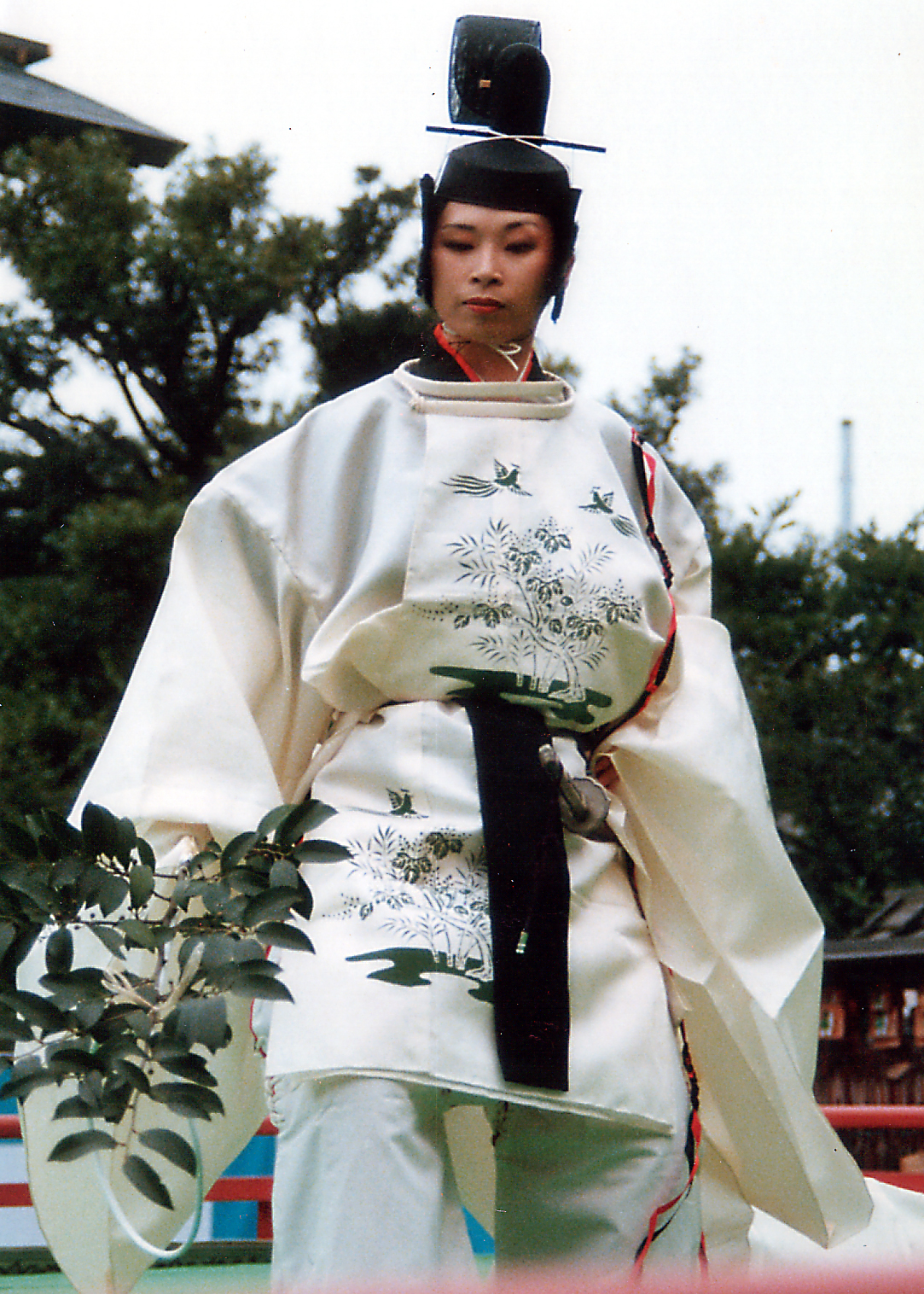
人長舞

- 日本に古くから伝わるもの（国風歌舞 くにぶりのうたまい）
  - 神楽歌
    - 人長舞（にんじょうまい）

  - 東遊（あずまあそび）
    - 駿河舞
    - 求子舞（もとめごまい）

  - 大和歌（倭歌とも）
    - 大和舞（倭舞とも）

  - 久米歌
    - 久米舞

  - 大歌（おおうた）
    - 五節舞（ごせちのまい）

  - 誄歌（るいか）
  - 悠紀・主基（ゆき・すき）
歌詞はs:国風歌舞を参照

- 日本国外から伝来したもの
  - 左方舞・唐楽 ………中国、天竺（インド）、林邑（南ベトナム）系のもの
  - 右方舞・高麗（中国東北部）楽………渤海（中国の東北地方）、朝鮮、系のもの
これらには上記の作風を真似て日本で制作された曲（本邦楽）も含む。

- 平安時代にできた歌曲（謡物 うたいもの）
  - 催馬楽（さいばら）
  - 朗詠（ろうえい）
  - 今様（いまよう）
歌詞は謡物を参照

※国風歌舞と謡物を古代歌謡と総称する場合がある。

## 唐楽・高麗楽

### 演奏形態
楽器のみの演奏を管絃と言い、主として屋内で演奏され、舞を伴う演奏を舞楽と言い、主として屋外で演奏される。
管絃は、管楽器、絃楽器、打物に分けることができる。
すなわち左方の楽は、管楽器は横笛、篳篥および笙を、絃楽器は琵琶および箏を、打物は太鼓、鉦鼓および鞨鼓を、右方の楽は、管楽器は高麗笛および篳篥を、絃楽器は琵琶および箏を、打物は太鼓、鉦鼓、三の鼓を、それぞれ用いる。
ただし略式では絃楽器が除かれる場合がある。
一曲を奏するには、はじめ音頭の横笛または高麗笛が一人奏し始め、これに打物がつき、付所（つけどころ）から他の管楽器がこれに合奏し、それから一二節ずつ遅れて順に琵琶および箏が参加する。
曲の終わりは、各楽器の音頭のみが止め手（とめて）を奏する。
管絃を奏するとき、同じ調に属する複数曲をあつめて、順に奏するので、最初にその調の音取（ねとり）または調子を奏する。
中古以降、その間に催馬楽および朗詠が加えられ、時にはうち1曲が残楽（のこりがく）とされた。

### 楽曲の様式
曲には序（じょ）・破（は）・急（きゅう）があり、西洋音楽で言う第一楽章、第二楽章、第三楽章に相当する。
- 序は一番ゆったりした流れで、自由な緩急で旋律を演奏する。
- 破はゆったりした流れだが、拍子が決められていて小拍子（西洋音楽の小節に相当）を八拍として演奏する。
- 急はさっくりした流れとなり、拍子は小拍子を四拍として演奏する。

ただし、演目によっては必ずしも急が速いテンポとはならないので、あくまでも一組の曲の3番目ぐらいの意味である。
序・破・急を完備する楽曲は、五常楽など極めて少ない。多くの場合、破のみあるいは急のみの演奏となる。序・破・急を通しで演奏することを「一具」と呼ぶ。

### 曲の調子
曲の調子には何種類かあったが、現在は、唐楽に6種類、高麗楽に3種類が残る。以下の上から6つまでを一般に唐楽の「六調子」と言う。
- G呂旋:双調（そうじょう）
- D呂旋:壱越調（いちこつちょう）
- Am律旋:黄鐘調（おうしきちょう）、高麗双調（こまそうじょう）
- E呂旋:太食調（たいしきちょう）
- Em律旋:平調（ひょうじょう）、高麗壱越調（こまいちこつちょう）
- Bm律旋:盤渉調（ばんしきちょう）
- F#m律旋:高麗平調（こまひょうじょう）

（双調、壱越調、太食調は対応する洋音階の長音階と比べてシに相当する音が半音低い（ミクソリディア旋法と同様））
（黄鐘調、平調、盤渉調は対応する洋音階の自然短音階と比べてファに相当する音が半音高い（ドリア旋法と同様）、高麗平調は洋音階と同じ）
雅楽の世界観では、壱越調は全ての中心の調子とされる。双調・黄鐘調・平調・盤渉調はそれぞれ春・夏・秋・冬の調子とされ、古くはそれぞれその季節に奏された。

#### 渡し物
雅楽のレパートリーで親しまれている調子とは別の調子に則って演奏することも可能である（「渡し物」と称する）。その場合は西洋音楽の移調とは異なり、その調子に含まれる音階に沿って演奏されるため、メロディラインが若干変化する。
『越天楽』を平調と盤渉調で聴き比べて例に挙げると、平調では「D-EEBBABEEEDE」となるが、これを西洋音楽の論理に則って完全5度下に移調すると「G-AAEEDEAAAGA」となる。それに対して盤渉調では「G-AAF#F#EF#BBBAB」となり、途中から完全4度下の移調になっていることが判る。これは、一つには現代使用されている楽器が平調のためのもので、特に、主旋律を奏する篳篥の音域が狭いため、他の調子を演奏するときに、部分的に変えて演奏せざるを得ないためである。このような部分で龍笛が補足的に本来の音に近いメロディーを吹くことになり、その部分がヘテロフォニーと呼ばれる、ずれの現象を伴って演奏されることにより、独特の味わいがでることとなる。
実際は、更に複雑で、黄鐘調や盤渉調の『越天楽』を、聞き慣れた平調と聞き比べると、同じ曲とは思えないほど、全く違う雰囲気になる。譜面も別に作成され、唱歌も変わる。『迦陵頻』に於いては、渡し物では曲名も『鳥（鳥破・鳥急）』に変わる。
旋律のみならず、リズムも渡し物において変化することがある。管弦では只拍子（6拍子）で演奏される曲が舞楽になると夜多羅拍子（5拍子）となって変わってしまうものがいくつかある。一つの曲に使用される音列が変わったり、リズムが変わったりするところはインドの古典音楽のラーガマーリカ（ラーガを変えながら演奏）やターラマーリカ（リズムを変えながら演奏）等と共通するものがあり、特に雅楽で言う拍の概念はインドのターラの概念に近いものがあることは、小泉文夫の指摘するところである。
渡し物は管絃でのみ行われる。すなわち舞楽は本来の調子でのみ行われ、舞楽に渡し物を用いることはない。

### 明治期に廃絶した調子と曲名
明治期に仏教や道学に由来する調子が廃絶した。
- 沙陀調
- 壱越性調
- 性調―『長命女児』『千金女児』『安弓子』『王昭君』
- 水調
- 乞食調
- 道調

### 舞の種類
広義には国風歌舞も含まれる。以下の分類には例外や異論もある。

#### 左方と右方
唐を経由して伝来したものを左方舞（左舞）と言い、伴奏音楽を唐楽と呼ぶ。
朝鮮半島（高麗）を経由して伝来したものを右方舞（右舞）と言い、伴奏音楽を高麗楽と呼ぶ。

#### 平舞
平舞（ひらまい）は、文舞（ぶんのまい）ともよばれ、武器などを持たずに舞う、穏やかな感じの舞。
仮面を付けずに、常装束（襲装束・蛮絵装束）で、4人で舞う曲が多い。
例外として、『振鉾（えんぶ）』は鉾を持つ1人舞、『青海波』『迦陵頻』『胡蝶』は別装束、『安摩』『二ノ舞』は仮面を着け笏や桴を持つなど。

#### 走舞
走舞（はしりまい）は勇猛な仮面を付け、桴や鉾を持ち、平舞に比して活発な動きで舞う勇壮な舞。
別装束（裲襠装束）で1名（『納曽利』は2名、または1名）で舞う。

#### 武舞
武舞（ぶまい、ぶのまい）は、太刀・剣や鉾を持って舞う勇猛な舞。「文舞」に対する言葉。
2名、または4名で舞う。

#### 童舞
童舞（どうぶ、わらわまい）とは、元服前の男子が舞う舞楽のことである。近代以降は女子あるいは成人女性が舞う場合も多い。下記の事情から童舞は特に関東地方においては希少価値がきわめて高い。
『迦陵頻』と『胡蝶 (舞楽)』は童舞専用の曲であり、その他にも『抜頭』や『還城楽』、『納曽利』等、童舞のバージョンがある曲が現行曲に数曲ある（明治撰定譜にないものも含めれば、童舞のバージョンがある曲は蘭陵王など更に多くあった）。仮面を付けずに白塗りの厚化粧をするのが原則であるが、素顔のままや薄化粧の場合もある。

#### 女舞
女舞（おんなまい）とは、妙齢の女性が舞う舞楽のことである。平安末期には中絶し、文献上のみの存在となっていたが、1970年代に一部の団体が復活させた。
『柳花苑』は元々は女舞専用の曲だったが長年管弦のみだった。その他にも『桃李花』や『五常楽』等に、女舞のバージョンがあった。仮面を付けずに白塗りの厚化粧をするのが原則であるが、素顔のままや薄化粧の場合もある。

### 現行曲一覧

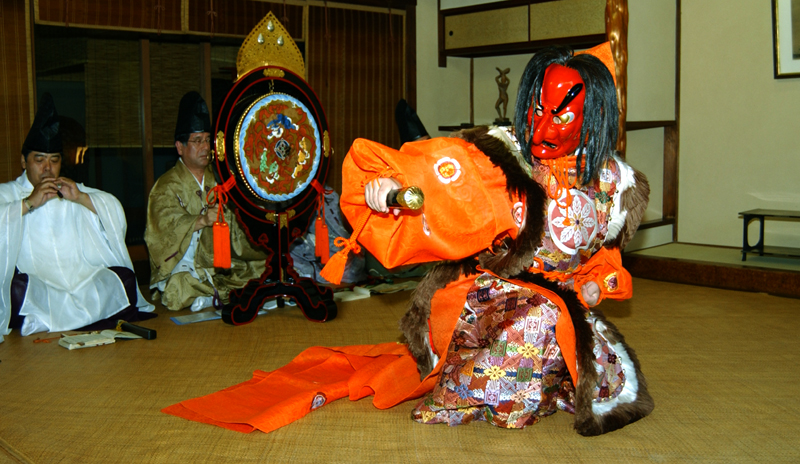
抜頭

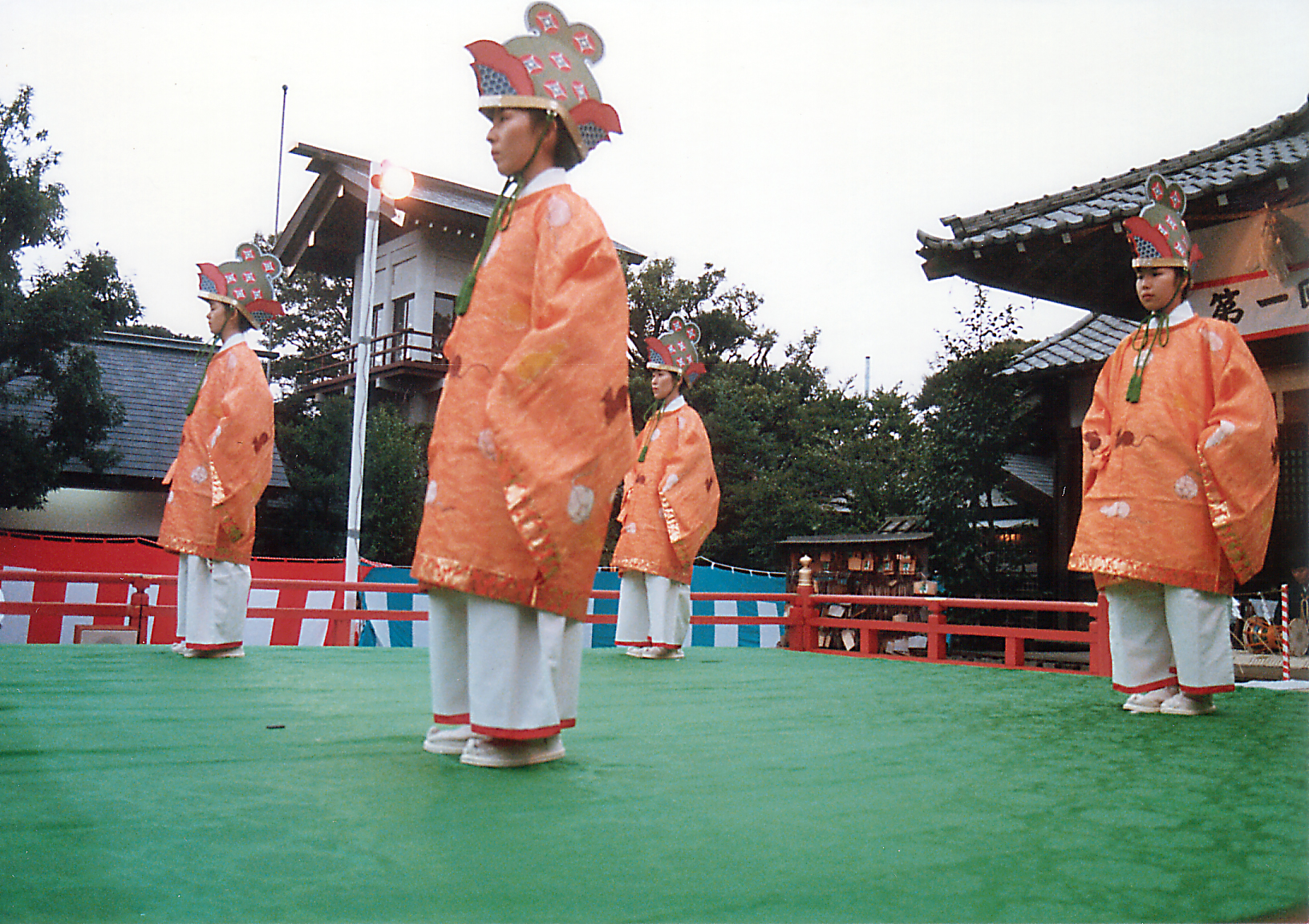
林歌

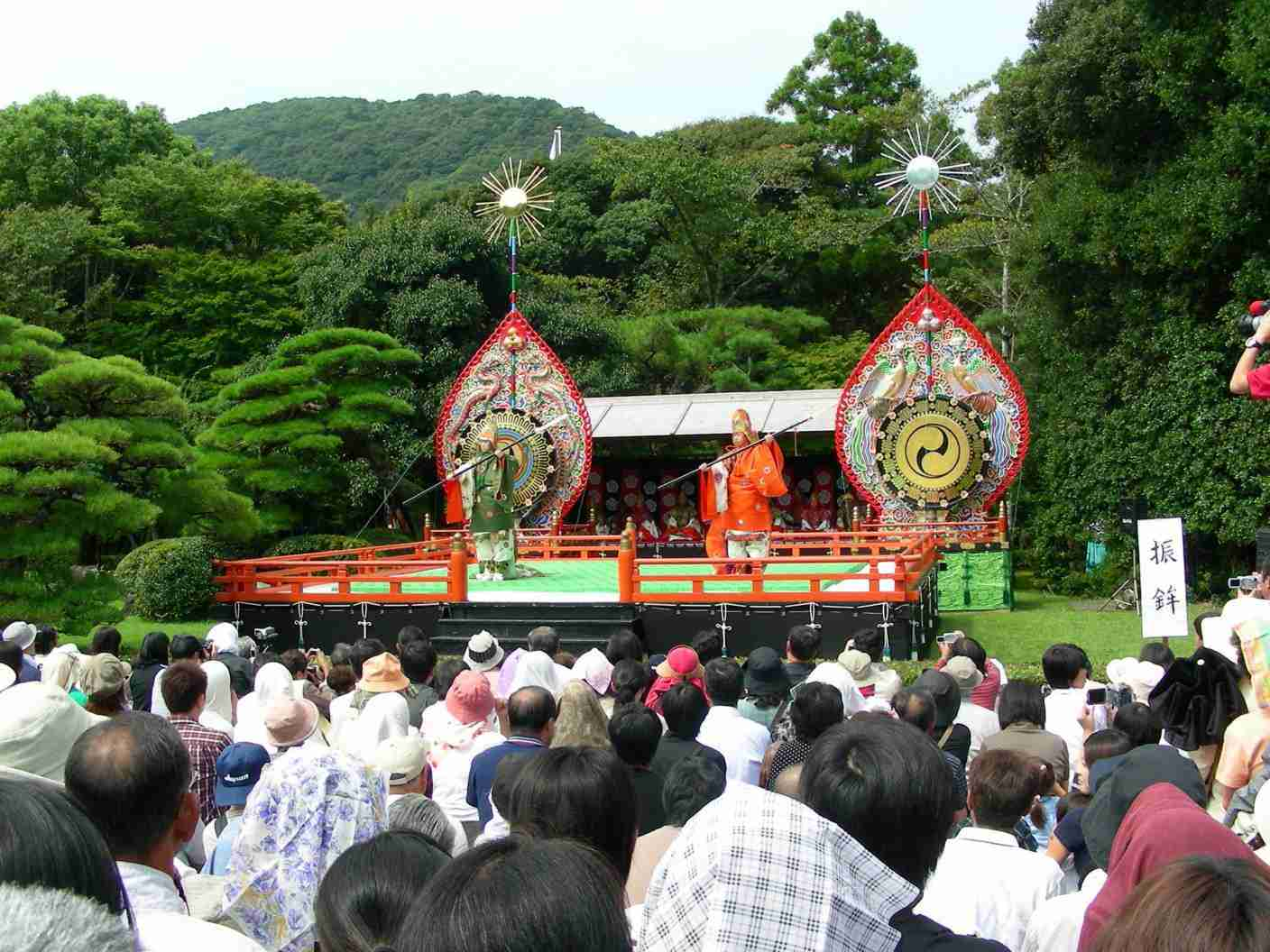
振鉾 後方に大太鼓が見える

※は林邑八楽（りんゆうはちがく）、及び、その番舞。林邑八楽は、『蘭陵王』『迦陵頻』『安摩』『陪臚』『抜頭』『胡飲酒』『万秋楽』『菩薩』の8曲。
以下の一覧では原則として明治撰定譜に掲載されているものを挙げているが、明治撰定譜にないものでも、現在一般的に販売されている雅楽の楽譜に掲載されているものはそれに準じた扱いにしているものもある。

#### 唐楽（左方）
※太字は舞楽曲
- 壱越調 - 春鶯囀、賀殿、迦陵頻※、承和楽、北庭楽、蘭陵王※、胡飲酒※、新羅陵王、回盃楽、十天楽、菩薩※、酒胡子、武徳楽、酒清司、壱団嬌、安摩（二舞）※、文長楽
- 平調 - 皇麞、五常楽、万歳楽、甘州、早甘州、三台塩、春楊柳、林歌、老君子、陪臚※（唐楽だが舞は右方）、鶏徳、慶雲楽、裹頭楽、想夫恋（相府蓮）、勇勝、扶南、夜半楽、小郎子、王昭君、越天楽、梅芳楽、鶏応楽
- 双調 - 春庭楽、柳花苑（女人舞楽:近年復活）、回盃楽、颯踏、入破、酒胡子、武徳楽、賀殿破、賀殿急、鳥破、鳥急、胡飲酒破、北庭楽、陵王、新羅陵王急、文鳥
- 黄鐘調 - 喜春楽、桃李花、央宮楽、海青楽、平蛮楽、西王楽、拾翠楽、蘇合香急、青海波、鳥急、越天楽、千秋楽
- 盤渉調 - 蘇合香、万秋楽※、宗明楽、輪台、青海波、白柱、竹林楽、蘇莫者、千秋楽、採桑老、剣気褌脱、越天楽、鳥向楽、蘇春
- 太食調 - 太平楽（朝小子、武昌楽、合歓塩）、打毬楽、傾盃楽、仙遊霞、還城楽（左右双方にあり）、抜頭※（舞は左右双方にあり）、散手（散手破陣楽）、長慶子、蘇芳菲、輪鼓褌脱、庶人三台、霞洗

#### 高麗楽（右方）
※全曲が舞楽曲
- 高麗壱越調 - 新鳥蘇、古鳥蘇、退走禿（退宿徳）、進走禿（進宿徳）、延喜楽、胡蝶 (舞楽)※、八仙、仁和楽、胡徳楽、狛鉾、敷手、貴徳、納曽利※、皇仁庭、埴破、進蘇利古、蘇利古※、綾切、長保楽、新靺鞨
- 高麗平調 - 林歌
- 高麗双調 - 地久、白浜、登天楽、蘇志摩利

#### 雑楽
- 振鉾（新楽乱声（唐楽）と高麗乱声（高麗楽）を同時に演奏、左方と右方の舞人が登場）、壹鼓、一曲

### 番舞一覧
平安以降、唐楽の曲目と高麗楽の曲目が番舞（つがいまい）としてセットで上演される場合が多くなった。その一覧を示す。
| 唐楽   | 高麗楽      | 備考                 |
| ------ | ----------- | -------------------- |
| 迦陵頻 | 胡蝶 (舞楽) | 童舞（厚化粧が原則） |
| 蘭陵王 | 納曽利      |                      |
| 菩薩   | 蘇利古      |                      |
| 抜頭   | 還城楽      | 還城楽は双方に同名曲 |
| 還城楽 | 抜頭        | 抜頭は双方に同名曲   |
| 甘州   | 林歌        |                      |
| 太平楽 | 陪臚        | 陪臚は双方に同名曲   |
| 陪臚   | 地久        |                      |
| 春庭楽 | 白浜        |                      |
| 五常楽 | 登天楽      |                      |
| 蘇莫者 | 蘇志摩利    |                      |
| 打球楽 | 埴破        |                      |
| 散手   | 貴徳        |                      |

## 雅楽に使われる楽器

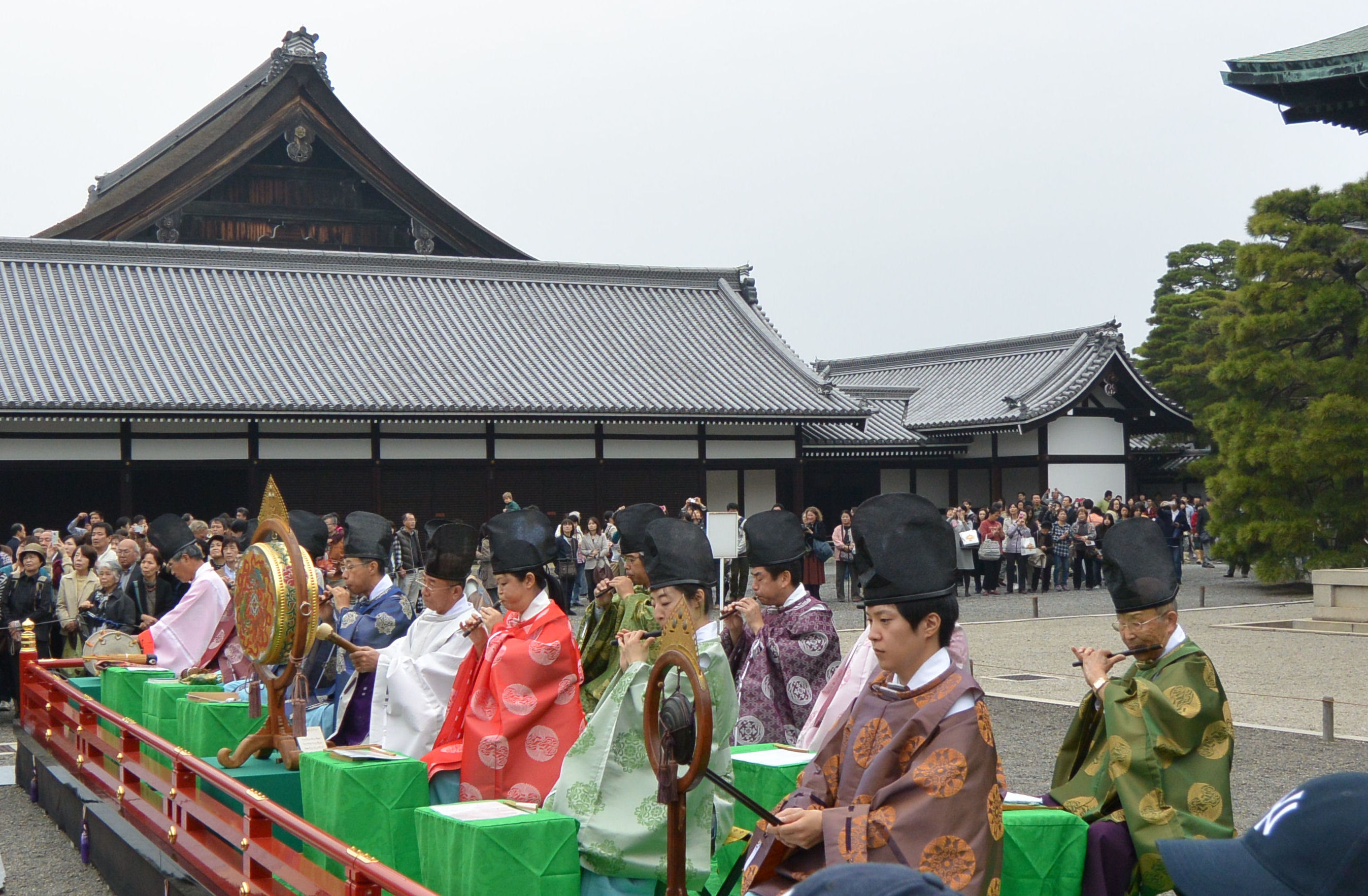
2013年秋の京都御所一般公開での雅楽の演奏

管絃の合奏の中心となる楽器は、一般的に三管、三鼓、両絃（二絃）の8種類といわれる。
- 笙（鳳笙）、篳篥（ひちりき）、龍笛（横笛、おうてき）または高麗笛（こまぶえ）または神楽笛または中管
- 楽太鼓または大太鼓（鼉太鼓、だだいこ）、鉦鼓または大鉦鼓、羯鼓（鞨鼓）または三ノ鼓
- 楽琵琶、楽箏または和琴（倭琴）

これらの楽器は大変高価であるが、篳篥や龍笛には、練習用の安価な楽器（プラスチック製）もある。
その他に笏拍子などが使われることもある。
笙は簧（リード）に結露すると音程が狂うので、演奏の合間に必ず暖めておく。このため夏でも火鉢や電熱器をそばに置く。篳篥は舌（リード）を柔らかくするため、緑茶に浸ける。

### 三管の説明
三管については次のような説明がなされる。
- 「天から差し込む光」を表す笙（しょう、天の音）。
- 「天と地の間を縦横無尽に駆け巡る龍」を表す龍笛（りゅうてき、空の音。横笛（おうてき））。
- 「地上にこだまする人々の声」を表す篳篥（ひちりき、地の音）。

この3つの管楽器をあわせて「三管」と呼ぶ。合奏することで、宇宙を創ることができると考えられていた。
合奏時の主な役割は、主旋律を篳篥が担当する。篳篥は音程が不安定な楽器で、同じ指のポジションで長2度くらいの差は唇の締め方で変わる。演奏者は、本来の音程より少し下から探るように演奏を始めるため、その独特な雰囲気が醸しだされる。また、その特徴を生かして、「塩梅（えんばい）」といわれる、いわゆるこぶしのような装飾的な演奏法が行われる。
龍笛は篳篥が出ない音をカバーしたりして、旋律をより豊かにする。
笙は独特の神々しい音色で楽曲を引き締める役割もあるが、篳篥や龍笛の演奏者にとっては、息継ぎのタイミングを示したり、テンポを決めたりといった役割もある。笙は日本の音楽の中では珍しく和声（ハーモニー）を醸成する楽器であり、その和声は雅楽用語で合竹という。基本的には6つの音（左手の親指、人差し指、中指、薬指と右手の親指と人差し指を使用）から構成され、4度と5度音程を組み合わせた20世紀以降の西欧音楽に使用されるような複雑なものであるが、調律法が平均律ではないので不協和音というより、むしろ澄んだ音色に聞こえる。クロード・ドビュッシーの和音は笙の影響がみられるという説もある。

### 三鼓の説明
「三鼓」とは、羯鼓（または三ノ鼓）、鉦鼓、太鼓であるが、羯鼓の演奏者が洋楽の指揮者の役割を担い、全体のテンポを決めている。

### 両絃（二絃）の説明
「両絃」とは、楽琵琶、箏のことで、演奏者が一定の音形を演奏し、拍（はく）を明確にしている。

### 使われる楽器
- 国風歌舞
笏拍子、和琴、篳篥、神楽笛（倭舞、神楽）、高麗笛（東遊）、中管（東遊）、龍笛（五節舞）
- 管弦（管絃舞楽）
羯鼓、楽太鼓、鉦鼓、笙、篳篥、龍笛、楽琵琶、楽箏
- 唐楽（左方）
羯鼓、大太鼓、大鉦鼓、笙、篳篥、龍笛
- 高麗楽（右方）
三ノ鼓、大太鼓、大鉦鼓、篳篥、高麗笛（明治撰定譜には右方の楽琵琶と楽箏の譜が残されているが近代に入ってから演奏に用いられたという記録はない）
- 催馬楽、今様
笏拍子、笙、篳篥、龍笛、楽琵琶、楽箏
- 朗詠
笏拍子、笙、篳篥、龍笛
- 浦安の舞（参考）
笏拍子、または楽太鼓（一般の和太鼓もok）、和琴、または楽箏（生田流等の箏もok）、篳篥、神楽笛

## 雅楽の楽譜
笙の楽譜は、基本的には合竹の名前を順に並べたものとなっている。それに対して、篳篥と龍笛の楽譜は、唱歌がカタカナで書いてあり、その左側の漢字が音程を表す。いずれの場合も、右側には黒丸や小さな黒点が書いてあり、黒丸は拍子、黒点は小拍子を表す。
楽譜に書かれる、繰り返しに関する用語としては、「二返」「自是」「重頭」「換頭」「返付」などが挙げられる。「二返」は「自是」のところから、「自是」がなければ曲の頭あるいは前の「二返」の直後からそのフレーズをもう一度繰り返すというものである。「重頭」は曲自体を繰り返すときに、1回目の終わりに加えられるフレーズで、重頭を経て冒頭に戻る。「換頭」も曲自体を繰り返すときのものだが、こちらは冒頭に戻らず、換頭のフレーズを演奏してから「返付」の位置へと戻るものである。

## 雅楽のテンポ
現代の雅楽のテンポは、多くの西洋音楽と比較しても非常に遅い場合が多いが、管弦より舞楽の方が速い傾向にあり、管弦曲であっても舞楽会の最終に舞楽吹で奏される長慶子などは雅楽としては非常に速いテンポとなっている。
歴史的には、前述のように昭和初期から現代にかけて大半の管弦曲の演奏速度が遅くなったということもあるが、近代以前に遡っても平安時代の演奏と江戸時代の演奏とでは江戸時代の演奏の方が遅くなっているという説もあり、平安時代の演奏を当時のものと思われる速いテンポで再現する試みもある。

## 装束、仮面、化粧

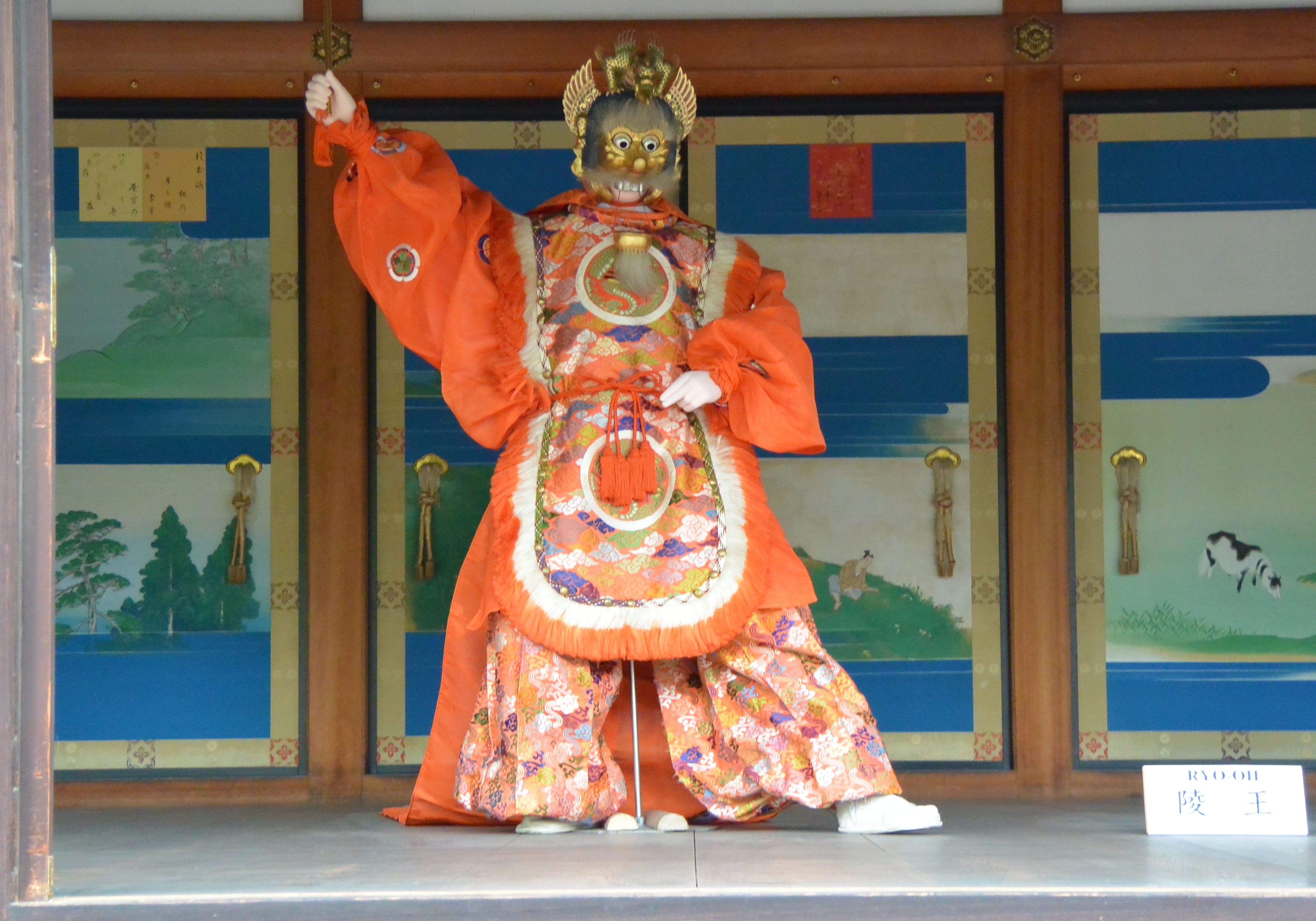
陵王の装束の人形 2013年秋の京都御所一般公開にて

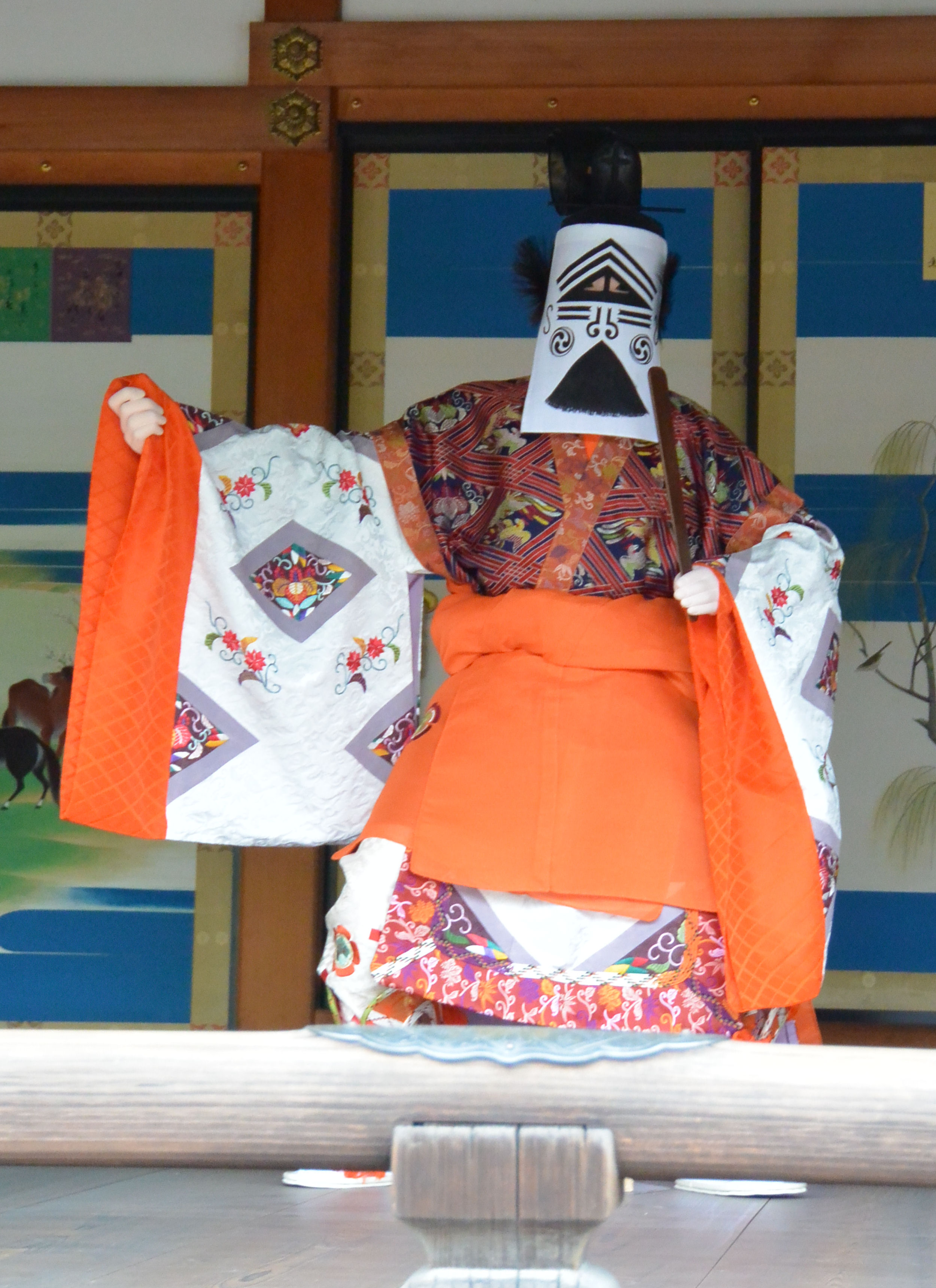
案摩（安摩）の装束の人形。雑面（蔵面、造面、ぞうめん）という仮面を付けている 2013年秋の京都御所一般公開にて

楽人の正式な装束は衣冠、または狩衣が原則であるが、明治以降に楽部が直垂を制定して以降は神社仏閣や民間の伝承団体でも直垂を着用する場合が多い。直垂の場合、生地は海松色（みるいろ）と呼ばれる、見る角度によって色彩が変わる美しいものが使われる場合が多い。略式では比較的安価な白衣に差袴（神職の普段着と同様）、稀に夏には統一の浴衣（俗楽の浴衣ざらいに倣う）となる。装束を統一しない場合、僧職は法衣、女性は女性神職装束や巫女装束、一般的な和服の場合がある。通常、化粧しない（女性は薄化粧の場合有り、三管の場合は口紅を塗らない）が、舞人と兼任の場合や、祭り等によっては厚化粧の場合もある。
舞人の装束は国風歌舞や謡物では白系、唐楽では赤系、高麗楽では緑、茶、黄褐色系が多い。それぞれに、特定の曲目専用の装束（別装束）と、複数の曲目で共通に使う装束（襲装束、等）がある。
曲によっては指定の仮面を着用する場合がある。仮面を付けない曲の場合や、仮面が指定された曲を女性や少年少女が舞う場合は仮面を付けずに素顔のままか、化粧（団体によっては歌舞伎舞踊と同様の舞台化粧）をする場合がある。
尚、これらの正式な装束、仮面（特に別装束、とりわけ、童舞の装束）は大変高価であるため、これらを購入できる神社仏閣、団体は大規模な神社、寺院や財政に余裕がある団体に限定される。また、童舞以外のほとんどの装束は成人男性、または女性用に仕立てられ、また、重量があること、仮面を付けた場合に視野が制約されること、長く伸びている部分（裾、裳、等）があるため、振り付けに関しても伸びている部分の捌き方等の難易度が高いこと、また、東日本においては伝承団体のメンバーのほとんどが成人であることと財政に余裕がない場合が多いことから、少年少女の育成に消極的な場合が多い。育成している場合でも略式なら安価な装束で済む管弦と『浦安の舞』等にとどまり、舞楽は行わないか、行う場合でも成人に限られる場合が多い。従って、童舞は特に関東地方においては希少価値がきわめて高い。

## 伶楽 （一度廃絶し、近年復元された雅楽）
現在、国立劇場の企画の一環として、廃絶された楽器や楽曲を復元する試みが行われている。これを総称して、「伶楽」（れいがく）ないし「遠楽」（えんがく）と呼ぶ。芝祐靖が音楽監督を務める伶楽舎が演奏活動を行っている。

### 復元された楽器
箜篌、五弦琵琶、阮咸 (楽器)、排簫、尺八（近世邦楽の尺八とは異なる）、竽、大篳篥、方響など
明治時代にも正倉院に残る残欠を参考に箜篌や五弦琵琶などを復元したことがある。江戸時代から途絶えることなく伝わる漆工芸や螺鈿の技術等により工芸品としては高度なものであるが、弦の張力は演奏に耐えるものではなく、演奏のための楽器としての復元は昭和になってからである。

### 廃絶曲（遠楽・亡失曲）の曲名
雅楽の現行曲以外の曲名は、古文書で確認できるものだけでも次のようなものがある。
- 壱越調 - 皇帝破陣楽、団乱旋、玉樹後庭花、壱弄楽、河水楽、溢金楽、詔応楽、河曲子、飲酒楽 (壱越調)、左撲楽、最涼州、渋河鳥、安楽塩、壱徳塩、承嘉楽、天寿楽、承天楽、厥磨賦、蘇羅密、古詠詩、香呂娘、勒念娘、細要娘、天感楽、骨崙曲子、二郎神曲子、羅紫渃県、古玉樹、延慶楽、九明楽、補臨褌脱、曹婆、弄槍、婆理、筑紫諸県舞、師子
- 平調 - 宮商荊仙楽、娬媚娘、渋金楽、豊生楽、永隆楽、直火鳳、平調火鳳、連珠火鳳、移都師、駱勢娘、廻忽、龍勝楽、城頭楽、感恩多、偈頌、送秋楽、安弓子、千金女児、長命女児、番假崇
- 双調 - 和風楽、催馬楽 (双調)、狭鰭河、萬春楽、絲楊園、悠紀作物、主基作物、落梅曲、林光楽
- 黄鐘調 - 弄殿楽、応天楽、散吟打毬楽、安城楽、河南浦、感城楽、清上楽、皇帝三台、提金楽、皇帝調、長生楽、赤白蓮華楽、夏引楽、承燕楽、天安楽、催馬楽 (黄鐘調)、榎葉井、英雄楽、重光楽、九城楽、承涼楽、汎龍舟、聖明楽、青海楽、弊契児、韋郷堂々、韓神
- 盤渉調 - 秋風楽、感秋楽、明月楽、山鷓鴣、元歌、徳貫子、盤渉参軍、永宝楽、登貞楽、阿嬀娘、徳伴子、鳥歌萬歳楽、承秋楽、鶏鳴楽、玄城楽、長元楽、曹娘褌脱、遊児女
- 太食調 - 賀王恩、天人楽、飲酒楽 (太食調)、如意娘、秦王破陣楽、放鷹楽、西河、河満子、六胡州、天長久、薜問堤、惜々塩、上元楽、五更囀、大天楽、大宝楽、大酺楽、大定楽、興明楽、五坊楽、後散、古堂々、慣々塩
- 高麗壱越調 - 黒甲序、都志、顔徐、酣酔楽、狛犬、石川、狛龍、新河浦、桔桿、常武楽、作物 (高麗壱越調)、葦波、鞘切、啄木、歌良古蘇呂
- 高麗平調 - 作物 (高麗平調)
- 高麗双調 - 作物 (高麗双調)

遠楽と亡失曲の区別には曖昧な部分もあり、古文書で龍笛や琵琶など一部パートしか楽譜が現存していないものや、ある特定の現行曲のことではないかとする説があるものなどもある。伶楽舎の芝祐靖などはそういった遠楽の数々を復曲しているが、一部パートしか楽譜が現存していないものでも、その残りのパートを作成して復曲した例もある。雅楽の特に管絃曲は歴史的にテンポが遅くなっていく傾向があるので、廃絶された管絃曲を現代の奏法で復元した際に演奏時間が極端に長くなったことは前述の通りだが、盤渉調の盤渉参軍などはその良い例である。

## 近代における雅楽の派生
雅楽器を用いた宗教音楽、祭典楽などがある。
- 『浦安の舞』『悠久の舞』『豊栄の舞』『朝日舞』など近代に作られた神楽（s:近代に作られた神楽）
- 真如苑の、古楽器を復元して仏教声明（しょうみょう）と融合した『千年の響き』
- 岡山県発祥の、雅楽と能楽・俗楽の要素が合わさった「吉備楽」
- 金光教楽長尾原音人によって創始された金光教祭典楽の「中正楽」

## 現代雅楽
国立劇場では、雅楽の編成のための新しい作品を現代の国内外の作曲家に委嘱し、演奏している。国立劇場以外の民間でも同様の試みが行われている。特に武満徹の『秋庭歌一具』（1973年 - 1979年）は優秀な解釈により頻繁に演奏され、現代雅楽の欠かせないレパートリーとなっている。
ポップスの分野では篳篥、笙奏者の東儀秀樹が、篳篥の音色を生かしたポピュラー音楽の編曲および自作を演奏し、メディアにも頻繁に出演するなど、雅楽のイメージを一新し一般に紹介している。
また東儀の他に、雅楽器も用いた演奏集団「MAHORA」、音楽理論の分析・研究に重点を置き現代的雅楽曲を創作する、吉川八幡神社 (豊能町)宮司 久次米一弥主催の現代雅楽ユニット「天地雅楽」、
主に雅楽曲をアレンジした演目を多く演奏する「トラロ会」などがある。
冨田勲の『源氏物語幻想交響絵巻』（オーケストラと雅楽の楽器による演奏）。

## 雅楽にまつわる言葉
塩梅（えんばい）
西洋音楽で言うところのメリスマ。近似する音程へ徐々に移行する一種のポルタメント。ゆっくりと慎重に音程を変更するところから、具合を測りつつ物事を進めるさまを表す。
八多羅（やたら）、八多羅滅多羅（やたらめったら）、滅多（めった）
現在は「矢鱈」と書くがこれは明治時代に夏目漱石によって作られた当て字で、本来は雅楽の拍子を指す。2拍子と3拍子のリズム細胞を繋げる変拍子。転じて、リズムが合わず滅茶苦茶で大袈裟な身振りや様を指す。多羅（たら）はサンスクリットのターラ（リズム）に由来する。
打ち合わせ（うちあわせ）
管楽器同士で練習をした後、打楽器を交えて、最終的なリハーサルをしたことから。
野暮（やぼ）
笙の17本の管のうち「也」と「毛」の音が使用されないことから。ただし異説もある。⇒野暮
二の舞を舞う（にのまいをまう）
「二ノ舞」は「安摩」とセットの番舞、ただし例外的にどちらも左方に属し、装束のみ二ノ舞は右方の装束。安摩が上手に舞った後、二ノ舞は真似て舞おうとするが、上手に出来ずに滑稽な動きになるという設定。転じて他人の成功 を真似て失敗すること。他人の失敗 を繰り返す例に使われるのは本来は誤用。
呂律（ろれつ）
古くは「りょりつ」とも読んだ。呂と律は雅楽における曲調の大分類であり（上述の曲の調子を参照）、呂律は広い意味での曲の調子を意味する。呂旋法を前提に作られた曲を律旋法で詠おうとすると調子がおかしくなることから、音の調子が合わない（転じて詠唱や講演でうまく言葉が続けて発音できない）ことを「呂律が回らない」と表現するようになった。
呂旋法（りょせんぽう）
雅楽では、この旋法の曲はきわめてまれで、壱越調、双調、太食調、沙陀調、水調などがこれに属するが、その大半は中国の商調（宮、商、角、嬰角、徴、羽および嬰羽からなる）で、ただし、宮調（宮、商、角、変徴、徴、羽および変宮からなる）、徴調（宮、商、角、嬰角、羽および変宮からなる）もある。
つまり、日本雅楽の呂旋法は、商調において起止音を宮音と定めたものである。
律旋法（りつせんぽう）
宮、商、嬰商、角、徴、羽および嬰羽の７音であり、角が宮の上完全４度にあるのがその特徴である。
雅楽では、平調、黄鐘調、盤渉調がこれに属する。
二の句を継げない（にのくをつげない）
朗詠で、一の句から二の句に移る時、急に高音となるため歌うのが難しいことから。
唱歌（しょうが）
三味線や、篳篥、箏などの邦楽器を記憶するために、一定の規則にしたがって奏法の情報も含めて歌う体系。⇒唱歌

## 雅楽を鑑賞する機会
コンサートホールではなく神社等で行われるもの。※は童舞（厚化粧の少年、または少女）が登場
- 北海道
- 東北
  - 5月5日：一切経会慈恩寺舞楽 - 慈恩寺（山形県寒河江市）
  - 8月12日：御鎮座記念祭 雅楽の夕べ - 大崎八幡宮（宮城県仙台市）
  - 9月14日、15日：林家舞楽 - 谷地八幡宮（山形県河北町）
- 北関東
  - 5月上旬：雅楽鑑賞の夕べ - 群馬県護国神社（群馬県高崎市）
  - 10月上旬：雅楽秋の演奏会 - 貫前神社（群馬県富岡市）
  - 11月中旬：舞楽祭 - 笠間稲荷神社（茨城県笠間市）※
- 南関東
  - 7月上旬：雅楽の夕べ - 大宮八幡宮（東京都杉並区）
  - 10月上旬：乃木神社管絃祭 - 乃木神社（東京都港区）
- 中部
  - 4月16日：東照宮祭 - 名古屋東照宮（愛知県名古屋市中区）
  - 4月29日：春季神楽祭 - 伊勢神宮（三重県伊勢市）※
  - 5月1日：舞楽神事 - 熱田神宮（名古屋市熱田区）※
  - 9月中旬：仲秋管絃祭 - 静岡浅間神社（静岡市葵区）※
- 京都府
  - 4月上旬：お花祭 - 観音寺(山崎聖天)（京都府大山崎町）※
  - 5月中旬：三船祭（京都市右京区）※
  - 7月7日：水祭り - 貴船神社（京都市左京区）※
  - 9月15日未明：石清水祭 - 石清水八幡宮（京都府八幡市）※
  - 11月中旬：嵐山もみじ祭（京都市右京区）※
- その他の近畿地方
  - 4月22日：聖霊会 - 四天王寺（大阪市天王寺区）※
  - 5月5日：こどもの日舞楽演奏会 - 春日大社（奈良市）※
  - 5月上卯日：卯之葉神事奉納舞楽 - 住吉大社（大阪市住吉区）※
  - 6月10日：漏刻祭 - 近江神宮（滋賀県大津市）
  - 中秋の名月：観月祭 - 住吉大社（大阪市住吉区）
  - 9月下旬：雅楽の夕べ - 生田神社（兵庫県神戸市中央区）
  - 11月3日：文化の日舞楽演奏会 - 春日大社（奈良市）※
- 中国
- 四国
- 九州
  - 通年：「古民家喫茶室ギャラリー雲の森(雲八幡宮文化館)」にてコーヒーを注文すると聴くことができる（不定休） - 雲八幡宮 (大分県中津市）

また、雅楽協議会が2005年より発行している雅楽だよりや、アメリカ合衆国スタンフォード大学音楽学部CCRMAのウェブサイトで、雅楽や現代雅楽の研究成果を閲覧できる。

### 海外
近年は日本国外においても雅楽の価値が高まり、特にアメリカ合衆国コロンビア大学では雅楽アンサンブルが結成され、熱心な指導が行われ、学生を京都、東京に派遣している。